# ハネジロペンギン
ハネジロペンギン（学名: Eudyptula albosignata）は、コガタペンギン属に属するペンギン。別和名は、ハネジロコビトペンギン、マガイコビトペンギン、シロツバサペンギン。
ニュージーランドの先住民マオリ族は、コガタペンギンと区別せず、コロラと呼ぶ。

## 分布
繁殖地はニュージーランド南島のバンクス半島とモトナウ島、および北カンタベリー海岸にのみ分布する。

## 形態
体長40-45cmと小型。近縁のコガタペンギンより体がやや大きく、フリッパーの白い縁取りの幅が広い。

## 生態
生態もコガタペンギンに似ており、明け方に海へ出て日没後に陸に上がる。上陸に適した暗さになるまで沖合いで群れを作って待つ性質がある。
繁殖期間はコガタペンギンよりやや短く、産卵は7月から12月にかけて、ほとんどは8月から11月に行われる。巣は砂丘や斜面の茂みの下に作られる。卵は33日から39日で孵化し、雛は50日から65日で巣立つ。
食性は動物食で小型の魚類を主に食す。狩りは海岸から25km程度までの範囲で行われ、もっとも遠い記録は75kmである。

## 保護上の位置づけ
ニュージーランド本島では、特に外来種による被害が甚大で、個体数が減少しており、全滅した繁殖地も存在する。現在最も絶滅が心配されているペンギンの一種で、絶滅危惧種。

## 分類学説
学者によっては本種をコガタペンギンの亜種とする説もあるが、ニュージーランドの専門家の多くはコガタペンギンとハネジロペンギンは異なる種であると主張している。本稿では、ハネジロペンギンのただ一人の研究者であるクリス・チャリス博士の見解にしたがい、ハネジロペンギンを独立種として表記した。